# Mesochorus extensus
Mesochorus extensus är en stekelart som beskrevs av Dasch 1974. Mesochorus extensus ingår i släktet Mesochorus och familjen brokparasitsteklar. Inga underarter finns listade i Catalogue of Life.